# Georges Ritter
Pour les articles homonymes, voir Ritter.
Georges Ritter, né le 23 septembre 1908 à Brumath (District de Basse-Alsace, aujourd'hui Bas-Rhin) et mort le 4 janvier 1986 à Mundolsheim (Bas-Rhin), est un homme politique français.

## Biographie
Fils d'un hôtelier-restaurateur de Strasbourg, Georges Riter suit des études secondaires, qu'il poursuit à l'école pratique de commerce de Strasbourg, avant d'entrer dans la vie active comme aide-comptable dans une tannerie. Progressant rapidement dans sa carrière, il devient en 1938 directeur général de la société des chemins de fer de Schiltigheim. Mobilisé au début de la Seconde Guerre mondiale, il reprend son emploi après l'armistice.
Opposé à l'annexion de l'Alsace par l'Allemagne nazie, il est arrêté en septembre 1944, mais parvient à s'évader en décembre. Après la Libération, il s'engage en politique. Candidat en 1946 aux législatives sur la liste gaulliste menée par Pierre Clostermann, il n'est pas élu. Mais, en 1947, il devient maire de Schiltigheim, mandat qu'il conserve pendant deux décennies. Son action municipale transforme la ville, avec de nombreuses constructions : nouvel hôtel de ville, hôpital, centre nautique, gymnase. La même année, il est élu conseiller général du Bas-Rhin, dans le canton de Schiltigheim, et accède en 1950 à la vice-présidence de l'assemblée départementale. Dans le cadre de ce mandat, il est président de l'office HLM départemental, et de divers autres organismes parapublics.
Il rejoint le RPF à sa fondation, en 1947, mais, en désaccord avec le refus du parti d'accepter l'apparentement avec le MRP en 1951, il le quitte et se porte candidat sur la liste du CNI qui n'obtient cependant pas un résultat suffisant pour qu'il soit élu. En 1956, il mène la liste du CNI, qui, avec 8,7 % des voix, obtient à peu près le même résultat que cinq ans plus tôt, ce qui suffit, compte tenu des apparentements, à lui obtenir un siège de député. S'il n'intervient pas en séance, étant globalement peu actif, il demande la ratification par la France de la Convention européenne des Droits de l'Homme.
En 1958, il est battu aux législatives par Étienne Lux, candidat sortant sous l'étiquette du MRP, réunissant 43,2 % des voix au second tour. L'année suivante, il tente vainement de retrouver un mandat parlementaire, échouant aux sénatoriales. Il se rapproche cependant de la majorité, appelant en 1962 à voter oui au référendum sur l'élection du président de la République au suffrage direct, ce qui lui vaut d'être exclu du CNI. Il se représente alors aux législatives avec le soutien de l'UNR, et l'emporte contre Étienne Lux avec 58,2 % des voix, inversant le résultat de 1958. Il est réélu confortablement en 1967, et dès le premier tour, avec 53,7 % des voix, en 1968. Pendant toute cette période, il est un exemple des députés « godillots » de la majorité gaulliste : il n'intervient jamais en séance et vote tous les textes proposés par le gouvernement. En 1971, il est battu aux municipales par la liste de gauche menée par Paul Schwebel, dont le principal argument de campagne est l'opposition au projet municipal d'implantation d'un incinérateur d'ordures ménagères, porté par le maire sortant. Affecté par cette défaite, il ne se représente pas aux cantonales suivantes, pas plus qu'aux législatives de 1973, et se retire de la vie politique.

## Détail des fonctions et des mandats
Mandats locaux
- 1947 - 1953 : Maire de Schiltigheim
- 1953 - 1959 : Maire de Schiltigheim
- 1959 - 1965 : Maire de Schiltigheim
- 1965 - 1971 : Maire de Schiltigheim
- 1968 - 1973 : Vice-président de la Communauté urbaine de Strasbourg
- 1947 - 1973 : Conseiller général du canton de Schiltigheim et vice-président de 1950 jusqu'en 1973

Mandats parlementaires
- 2 janvier 1956 - 8 décembre 1958 : Député du Bas-Rhin
- 25 novembre 1962 - 2 avril 1967 : Député de la 3e circonscription du Bas-Rhin
- 12 mars 1967 - 30 mai 1968 : Député de la 3e circonscription du Bas-Rhin
- 23 juin 1968 - 1er avril 1973 : Député de la 3e circonscription du Bas-Rhin

## Décorations
Georges Ritter est officier de la Légion d’honneur, officier dans l’ordre des palmes académiques, et chevalier du mérite social. Il est également titulaire de la médaille de la déportation et de l’internement.